# Guardamar de la Safor
Guardamar de la Safor ist eine spanische Gemeinde (Municipio) mit 607 Einwohnern (Stand: 2024) in der Valencianischen Gemeinschaft, in der Comarca La Safor.

## Lage
Guardamar de la Safor liegt an der Costa del Azahar (Mittelmeerküste) in einer Höhe von ca. 10 m. Die Provinzhauptstadt Valencia liegt etwa 70 Kilometer in nordnordwestlicher Richtung. 

## Geschichte
| Jahr      | 1900 | 1930 | 1950 | 1960 | 1970 | 1981 | 1991 | 2001 | 2011 | 2021 |
| --------- | ---- | ---- | ---- | ---- | ---- | ---- | ---- | ---- | ---- | ---- |
| Einwohner | 149  | 173  | 159  | 146  | 109  | 45   | 57   | 69   | 502  | 547  |

## Kultur und Sehenswürdigkeiten
- Johannes-der-Täufer-Kirche (Església del Sant Joan Baptista)

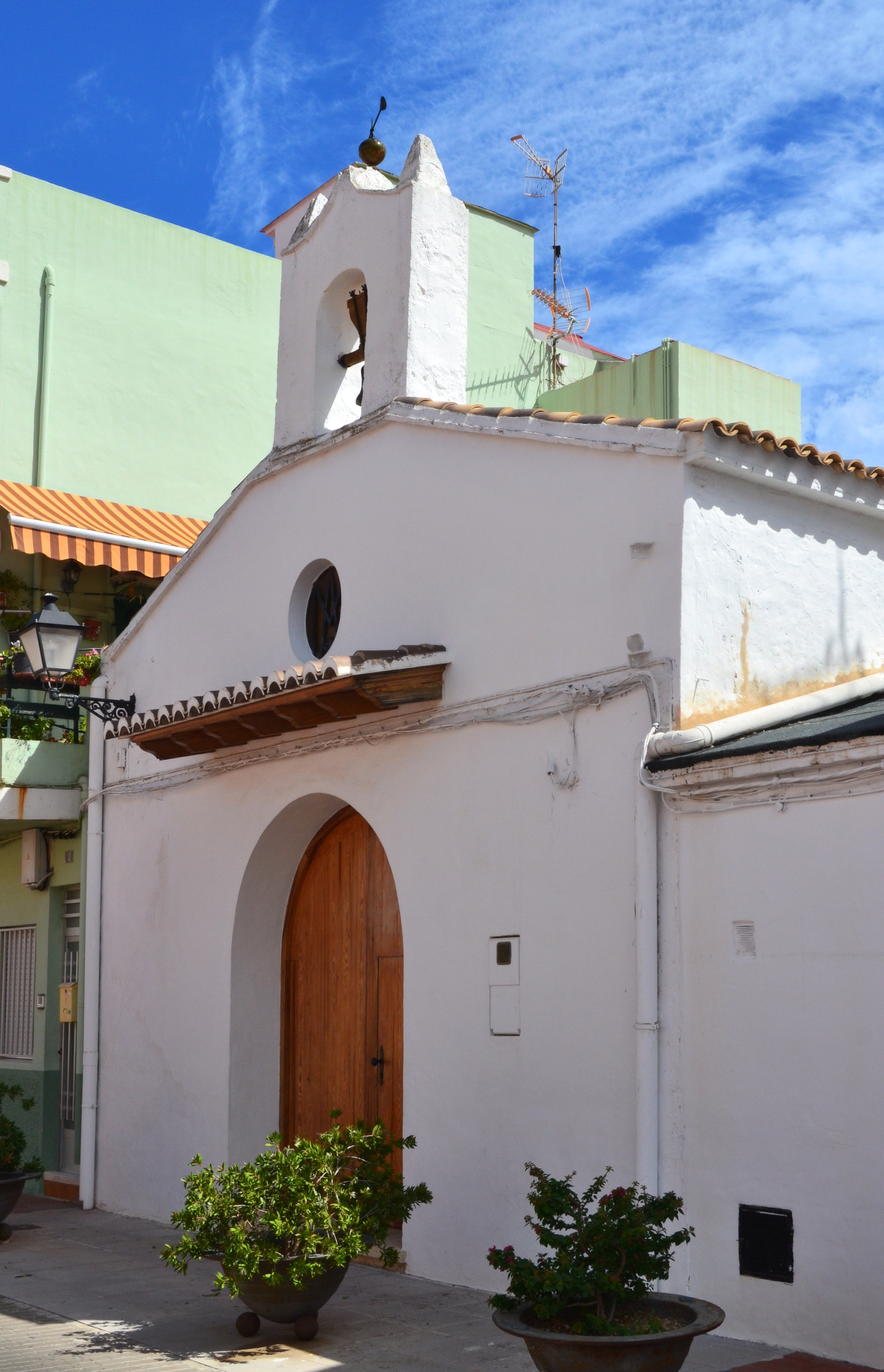
Johannes-der-Täufer-Kirche
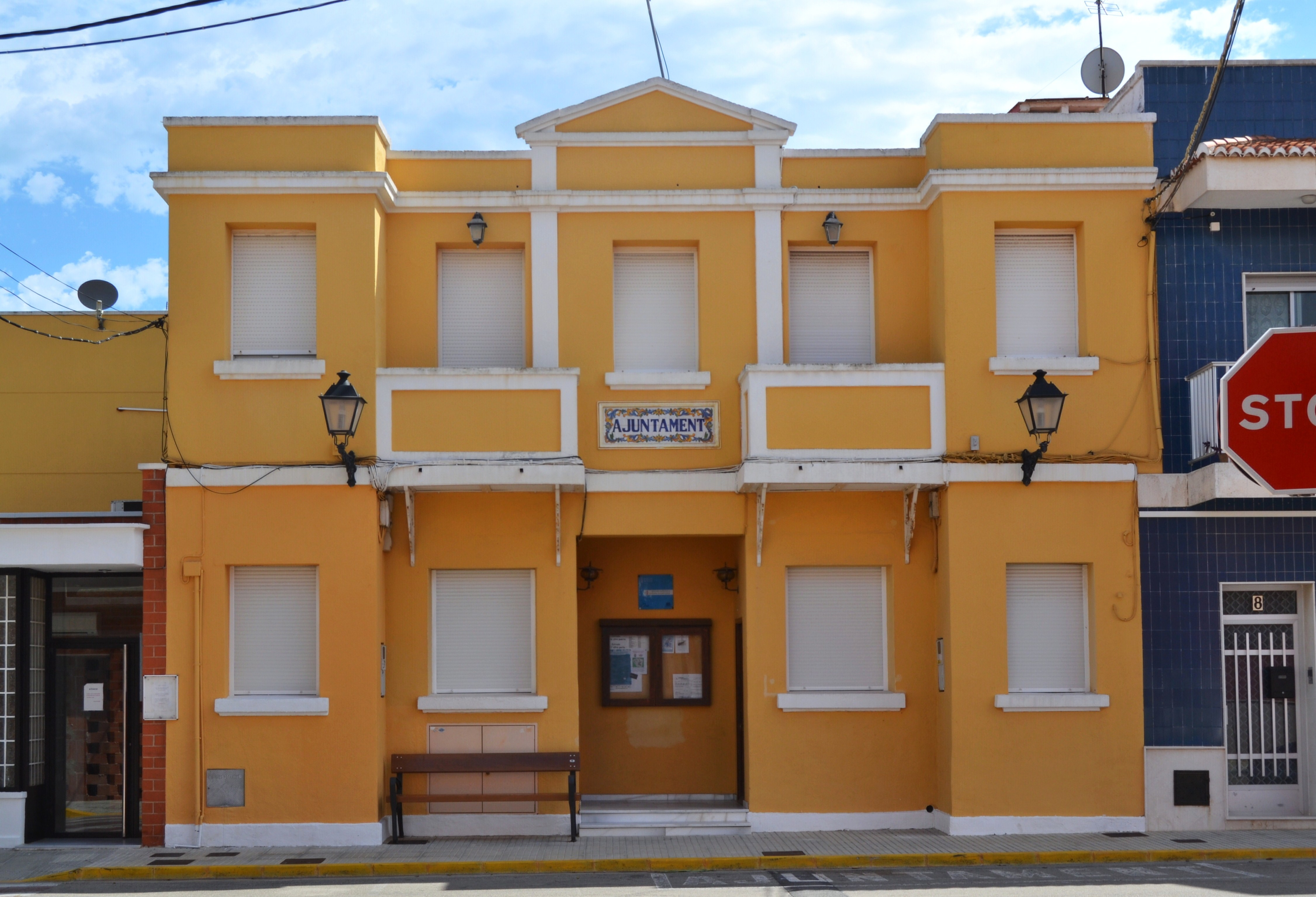
Altes Rathaus
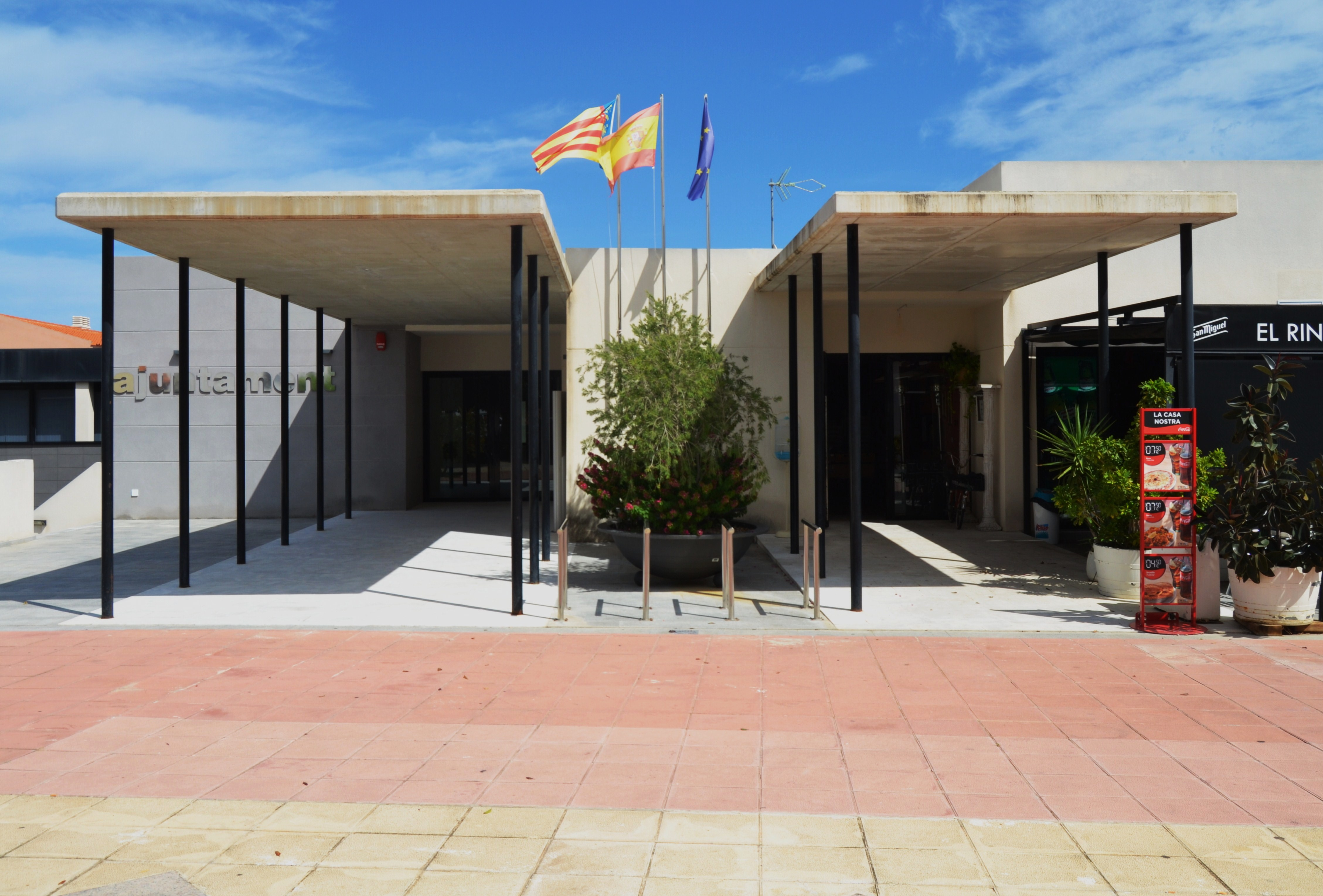
Neues Rathaus